# Kamil Ausbuher
Kamil Ausbuher (Podbořany, 7 augustus 1975) is een Tsjechisch cyclocrosser.
Ausbuher is een specialist in snelle veldritten als Tábor. Vaak maakt hij een snelle start om daarna helemaal weg te zakken en vaak buiten de top 10 te eindigen. Ausbuhers grootste overwinning was de wereldbekerwedstrijd van Tábor in 2004. In datzelfde jaar werd hij ook Tsjechisch kampioen. Hij was in 1993 ook nog Wereldkampioen junioren. Verder heeft hij veel 2e en 3e plekken op zak. Bijna al zijn overwinningen en ereplaatsen zijn behaald in Tsjechië Momenteel heeft Ausbuher Style & Concept als sponsor.

## Erelijst
- 1993: Wereldkampioen cyclocross junioren Corva
- 1994: 2e in wereldkampioenschap cyclocross junioren Koksijde
- 1997: 1e in Teplice
- 1998: 1e in Sosnová (Tsjechië), Poprad (Slowakije) en Ostelsheim (Duitsland) 3e in Tsjechisch kampioenschap cyclocross
- 1999: 1e in Pelhřimov en Heřmanův Městec (beide in Tsjechië)
- 2000: 1e in Podbořany, Mladá Boleslav, Olomouc en Hlinsko (allemaal Tsjechië) 3e in Tsjechisch kampioenschap cyclocross
- 2001: 1e in Louny (Tsjechië)
- 2002: 1e in Uničov (Tsjechië), 2e in Tsjechisch kampioenschap cyclocross
- 2003: 1e in Loštice en Česká Lípa (beide in Tsjechië)
- 2004: 1e in Tsjechisch kampioenschap cyclocross, 2 keer 1e in Pilsen en 1e in worldcupwedstrijd in Tábor (allemaal in Tsjechië)
- 2005: 2e in Tsjechisch kampioenschap cyclocross 3e in worldcupwedstrijd in Tábor (Tsjechië)